# Giorgio Zur
Mons. Giorgio Zur (15. února 1930, Görlitz – 8. ledna 2019 Řím, Itálie) byl německý katolický duchovní, arcibiskup a bývalý apoštolský nuncius.

## Život
Narodil se 15. února 1930 v saském Görlitzu. Byl synem mistra krejčího. Studoval na Papežské Gregoriánské univerzitě, kde získal licentiát z filosofie, teologie a doktorát z kanonického práva. Kněžské svěcení přijal 10. října 1955. Po pastorální práci jako kaplan v arcidiecézi Bamberk, navštěvoval v letech 1961–1962 Papežskou církevní akademii. V následujících letech působil v diplomatických službách Svatého Stolce na apoštolské nunciatuře v Indii, Mexiku, Burundi a Ugandě.
Dne 5. února 1979 ho papež Jan Pavel II. jmenoval titulárním arcibiskupem sestackým a apoštolským pro-nunciem v Malawi a v Zambii. Na biskupa byl vysvěcen 24. února stejného roku z rukou kardinála Jeana-Marie Villota, spolusvětiteli byli arcibiskup Agostino Casaroli a arcibiskup Duraisamy Simon Lourdusamy. Dne 3. května 1985 byl jmenován apoštolským nunciem v Paraguayi. Tento úřad zastával do 13. srpna 1990, kdy se stal apoštolským pro-nunciem v Indii a Nepálu.
Poté působil jako předseda Papežské církevní akademie (1998–2000) a také jako nuncius v Rusku (2000–2002) a Rakousku (2002–2005). Dne 26. července 2005 rezignoval na post nuncia z důvodu dosažení kanonického věku.